# Beyond the Limits
Beyond the Limits (Brasil: Além dos Limites ) é um filme alemão de 2003.
Conta a história de uma repórter que conhece a magnífica história de pessoas que disputaram um coração dito pertencido a um demônio chamado Belial, e ela sabe de todas a batalhas sanguinárias travadas por esse prêmio, o qual poderia dar a vida eterna. O filme é muito sangrento, e sua história é muito empolgante, não parada, nele são contadas duas outras histórias, em uma delas o entrevistado, o dono de um cemitério, fala de como ele obteve essa relíquia. A outra é ainda mais violenta.